# Tima formosa
Tima formosa är en nässeldjursart som beskrevs av Agassiz 1862. Tima formosa ingår i släktet Tima och familjen Eirenidae. Inga underarter finns listade i Catalogue of Life.

## Bildgalleri

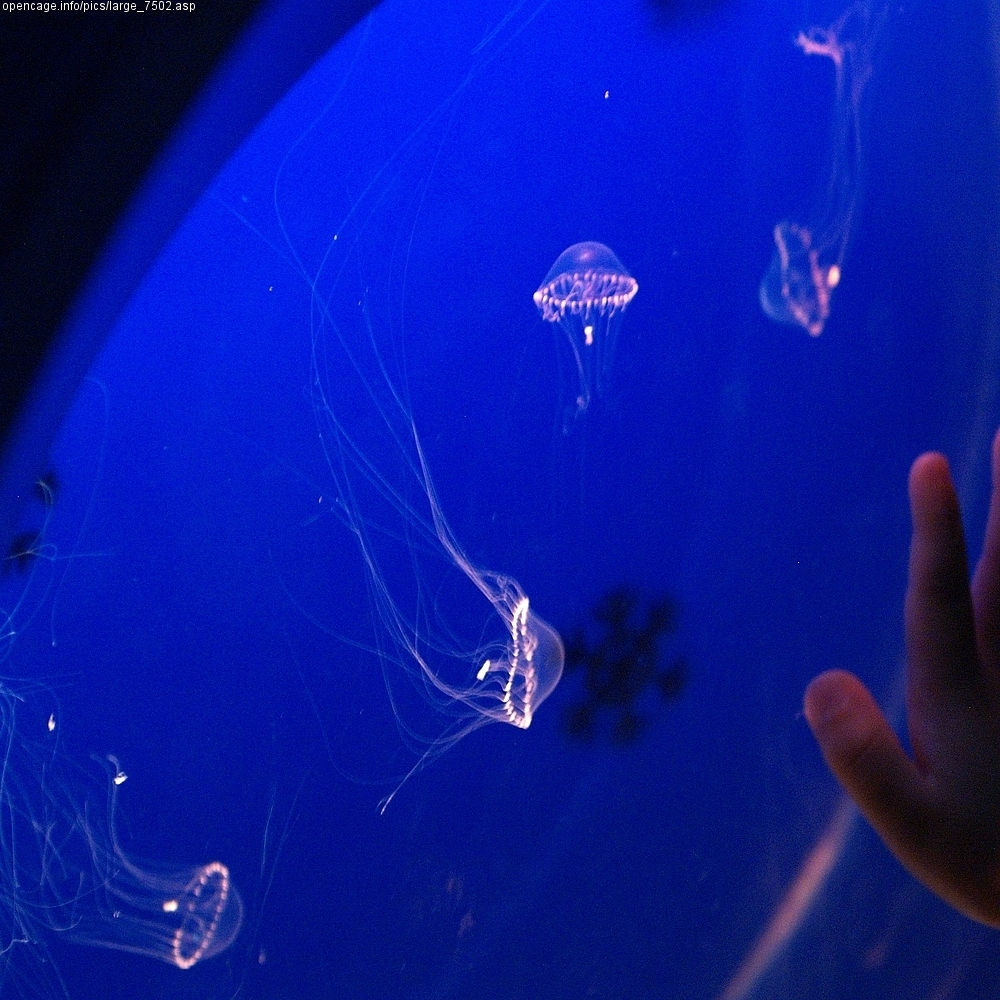